# Andrzej Nieniewski
Andrzej Nieniewski herbu Nałęcz (ur. ok. 1700, zm. po 1765) – polski szlachcic, podstoli piotrkowski (1734-55), podsędek wieluński (1755-58), pisarz grodzki wieluński (1742) .
Pochodził z rodziny osiadłej w Niniewie (a. Nieniewie, obecnie pow. pleszewski) w południowej Wielkopolsce. Był synem Jakuba Nieniewskiego (zm. po 1733) i Anny Bartochowskiej, jego braćmi byli Wojciech, Nepomucen, Romuald i Zygmunt.
W 1733 został elektorem króla Stanisława Leszczyńskiego z ziemi wieluńskiej, był też deputatem do Trybunału Koronnego.
W 1736 Andrzej Nieniewski nabył miejscowość Sędzice w ziemi sieradzkiej, uprzednio własność rodziny Pstrokońskich. Sędzice we władaniu Nieniewskich pozostały aż do lat 70. XX stulecia .
Jego żoną została Anna, córka miecznika wieluńskiego Jana Myszkowskiego i Jadwigi z Goreckich .
Dziećmi Andrzeja i Anny Nieniewskich byli :
- Agnieszka (ur. ok. 1725)
- Michał (ur. 1728, zm. po 1766),
- Jakub (ur. 1748, zm. po 1831), dziedzic na Sędzicach; jego potomkami byli architekt Apoloniusz Nieniewski i pułkownik Adam Nieniewski,
- Róża (ur. ok. 1740),
- Maciej (ur. ok. 1755); syn Macieja, Walenty Nieniewski (ur. 1799[2]  lub 1805[6], zm. 1871) razem z żoną Aleksandrą (Marią) z Przepałkowskich jest pochowany na Cmentarzu Miejskim w Kaliszu, na zachowanej tablicy nagrobnej widnieje napis „b.[yły] oficer wojsk polskich, sędzia pokoju okręgu kaliskiego”[6], jednak wg Uruskiego Walenty od 1832 r. był porucznikiem wojsk rosyjskich[3],
- Piotr,
- Walenty.